# Footloose (Soundtrack)
Footloose ist das Soundtrackalbum zum gleichnamigen Film von 1984.

## Hintergrund
Texter und Drehbuchautor Dean Pitchford und Komponist und Arrangeur Michael Gore, die 1980 zusammen an der Filmmusik für Fame – Der Weg zum Ruhm beteiligt waren und für den Titelsong mit dem Oscar ausgezeichnet wurden, arbeiteten auch an dem Soundtrack für Footloose zusammen. Unterstützt wurden sie von Tom Snow (Let’s Hear It for the Boy und Somebody’s Eyes), Eric Carmen (Almost Paradise), Jim Steinman (Holding Out for a Hero), Sammy Hagar, Bill Wolfer (Dancing in the Sheets) und Kenny Loggins.
Das Album wurde in den Capitol Studios in Los Angeles von Wally Traugott gemastert. 1998 wurde anlässlich des zu der Zeit erstmals aufgeführten gleichnamigen Musicals eine remasterte Version des Albums veröffentlicht, die vier weitere Songs enthält.

## Titelliste
1. Footloose von Kenny Loggins – 3:47
2. Let’s Hear It for the Boy von Deniece Williams – 4:22
3. Almost Paradise von Ann Wilson feat. Mike Reno – 3:49
4. Holding Out for a Hero von Bonnie Tyler – 5:50
5. Dancing in the Sheets von Shalamar – 4:05
6. I’m Free (Heaven Helps the Man) von Kenny Loggins – 3:46
7. Somebody’s Eyes von Karla Bonoff – 3:29
8. The Girl Gets Around von Sammy Hagar – 3:23
9. Never von Moving Pictures – 3:47

Bonustracks von 1998
1. Metal Health von Quiet Riot – 3:55
2. Hurts So Good von John Mellencamp – 3:38
3. Waiting for a Girl like You von Foreigner – 4:49
4. Dancing In the Sheets (Extended 12" Remix) von Shalamar – 6:17

## Rezeption
Stephen Thomas Erlewine von Allmusic urteilt in seiner Rezension: „Not only does it function as a time capsule of a certain moment in pop music history, but many of the songs are catchy enough to transcend their production.“ (Es hat nicht nur die Funktion einer Zeitkapsel für einen bestimmten Moment in der Popgeschichte, sondern viele der Songs sind eingängig genug, um ihre Produktion zu überwinden.) Zwei Titel aus dem Album waren 1985 in der Kategorie bester Song für den Academy Award nominiert. 

## Kommerzieller Erfolg

### Chartplatzierungen
Das Album führte zehn Wochen die Billboard 200 an und erreichte auch in anderen Ländern die Spitze der Albenhitparaden.
Album
| ChartsChartplatzierungen       | Höchstplatzierung | Wochen |
| ------------------------------ | ----------------- | ------ |
| Deutschland (GfK)              | 3 (22 Wo.)        | 22     |
| Österreich (Ö3)                | 1 (14 Wo.)        | 14     |
| Schweiz (IFPI)                 | 1 (18 Wo.)        | 18     |
| Vereinigte Staaten (Billboard) | 1 (… Wo.)         | …      |
| Vereinigtes Königreich (OCC)   | 7 (25 Wo.)        | 25     |

| ChartsJahrescharts (1984) | Platzierung |
| ------------------------- | ----------- |
| Deutschland (GfK)         | 14          |
| Österreich (Ö3)           | 14          |
| Schweiz (IFPI)            | 9           |

Singles

| Jahr | Titel Interpretation                           | Höchstplatzierung, Gesamtwochen, AuszeichnungChartplatzierungen (Jahr, Titel, Interpretation, Platzierungen, Wochen, Auszeichnungen, Anmerkungen) | Höchstplatzierung, Gesamtwochen, AuszeichnungChartplatzierungen (Jahr, Titel, Interpretation, Platzierungen, Wochen, Auszeichnungen, Anmerkungen) | Höchstplatzierung, Gesamtwochen, AuszeichnungChartplatzierungen (Jahr, Titel, Interpretation, Platzierungen, Wochen, Auszeichnungen, Anmerkungen) | Höchstplatzierung, Gesamtwochen, AuszeichnungChartplatzierungen (Jahr, Titel, Interpretation, Platzierungen, Wochen, Auszeichnungen, Anmerkungen) | Höchstplatzierung, Gesamtwochen, AuszeichnungChartplatzierungen (Jahr, Titel, Interpretation, Platzierungen, Wochen, Auszeichnungen, Anmerkungen) | Anmerkungen                            |
| Jahr | Titel Interpretation                           | DE | AT | CH | UK | US | Anmerkungen                            |
| ---- | ---------------------------------------------- | --- | --- | --- | --- | --- | -------------------------------------- |
| 1984 | Footloose Kenny Loggins                        | DE4 (21 Wo.)DE | AT8 (8 Wo.)AT | CH4 (13 Wo.)CH | UK6 (10 Wo.)UK | US1 (23 Wo.)US | Erstveröffentlichung: Januar 1984      |
| 1984 | I’m Free (Heaven Helps the Man) Kenny Loggins  | — | — | — | — | US22 (14 Wo.)US | Erstveröffentlichung: 14. Februar 1984 |
| 1984 | Let’s Hear It for the Boy Deniece Williams     | DE10 (13 Wo.)DE | — | CH19 (8 Wo.)CH | UK2 (15 Wo.)UK | US1 (19 Wo.)US | Erstveröffentlichung: 14. Februar 1984 |
| 1984 | Dancing in the Sheets Shalamar                 | — | — | — | UK41 (3 Wo.)UK | US17 (18 Wo.)US | Erstveröffentlichung: Februar 1984     |
| 1984 | Holding Out for a Hero Bonnie Tyler            | DE19 (11 Wo.)DE | AT19 (2 Wo.)AT | — | UK2 (16 Wo.)UK | US34 (13 Wo.)US | Erstveröffentlichung: 31. März 1984    |
| 1984 | Almost Paradise ... Ann Wilson feat. Mike Reno | — | — | — | — | US7 (20 Wo.)US | Erstveröffentlichung: April 1984       |

### Auszeichnungen für Musikverkäufe
Weltweit verkaufte sich das Album laut Auszeichnungen mehr als 11,6 Millionen Mal.
| Land/Region                  | Auszeichnungen für Musikverkäufe (Land/Region, Auszeichnung, Verkäufe) | Verkäufe   |
| ---------------------------- | ---------------------------------------------------------------------- | ---------- |
| Australien (ARIA)            | 5× Platin                                                              | 350.000    |
| Deutschland (BVMI)           | Gold                                                                   | 250.000    |
| Frankreich (SNEP)            | Platin                                                                 | 300.000    |
| Hongkong (IFPI/HKRIA)        | Platin                                                                 | 20.000     |
| Kanada (MC)                  | 6× Platin                                                              | 600.000    |
| Neuseeland (RMNZ)            | Platin                                                                 | 15.000     |
| Vereinigte Staaten (RIAA)    | Diamant                                                                | 10.000.000 |
| Vereinigtes Königreich (BPI) | Gold                                                                   | 100.000    |
| Insgesamt                    | 2× Gold · 14× Platin · 1× Diamant ·                                    | 11.655.000 |